# Bieszczadzki Związek Komunikacyjny
Bieszczadzki Związek Komunikacyjny – związek komunikacyjny samorządów z południowo-wschodniej części województwa podkarpackiego, utworzony 9 grudnia 2021 przez 10 gmin (Baligród, Cisna, Czarna, Komańcza, Lesko, Lutowiska, Olszanica, Solina, Ustrzyki Dolne i Zagórz) oraz samorządy powiatów bieszczadzkiego i leskiego i będący organizatorem dla uruchomionej 30 kwietnia 2022 sieci połączeń autobusowych w powiatach bieszczadzkim, leskim i sanockim. Finansowanie połączeń zapewnił Fundusz Rozwoju Przewozów Autobusowych (FRPA - 6,5 mln zł) oraz samorządy lokalne (ponad 1 mln zł). W 2023 związek zaplanował wpływy w wysokości około 10 mln zł z FRPA przy wkładzie własnym samorządów w wysokości około 1 mln 603 671,58 tys. zł. Składka członkowska na działalność Związku wynosi 2 zł od mieszkańca. 
Pierwszym Przewodniczącym Zarządu związku był burmistrz Ustrzyk Dolnych Bartosz Romowicz.

## Geneza powstania
Przyczyną powołania związku stała się rezygnacja od 30 czerwca 2017 roku firmy Arriva Bus Transport Polska z realizacji nierentownych przewozów autobusowych w rejonie Brzozowa, Sanoka i Ustrzyk Dolnych, co spowodowało wykluczenie komunikacyjne mieszkańców znacznej części powiatów bieszczadzkiego, leskiego i sanockiego. Następca Arrivy, tj. PKS Jarosław, przejął obsługę tylko niewielkiej części sieci komunikacyjnej regionu.

## Rozwój sieci połączeń
30 kwietnia 2022 uruchomiono bezpośrednie połączenia z Sanoka do Ustrzyk Górnych i Wołosatego (przez Lesko, Ustrzyki Dolne), dzięki czemu aż 6 gmin uzyskało połączenie z Sanokiem w dni wolne od pracy.
W lipcu 2022 Bieszczadzki Związek Komunikacyjny uruchomił linie z Sanoka i Ustrzyk Dolnych do Polańczyka i Soliny. Połączenia nad Jezioro Solińskie zsynchronizowano z nową kolejką gondolową PKL w Solinie. Uruchomiono także połączenia w godzinach wieczornych.
W efekcie działań związku w 2022 każde sołectwo w powiecie bieszczadzkim uzyskało połączenie autobusowe z Ustrzykami Dolnymi.